# Карелина (Свердловская область)
Карелина — упразднённая деревня в Верхотурском городском округе Свердловской области, Россия.

## Географическое положение
Деревня Карелина муниципального образования Верхотурский городской округ была расположена в 34 километрах (по автодороге в 55 километрах) к западу-юго-западу от города Верхотурье, на правом берегу реки Тура. В окрестностях деревни, в 3 километрах на юго-восток проходит Серовский тракт. В окрестностях деревни также располагается геоморфологический и ботанический природный памятник — скала Дыроватый Камень на левом берегу реки Тура.

## История
Деревня была основана в середине XVII века верхотурским стрельцом Ивашкой Корелиным, первое упоминание было в переписи 1680 года под именем Верх-Туринская. Деревня располагалась в северо-восточной части Гороблагодатского горного округа, в северо-западной стороне от Богословского или Верхотурского тракта, между городом Верхотурье (в 39 верстах) и от городом Кушва (в 71 версте). В XIX—XX веках деревня относилась к приходу Новотуринского села.
Решением облисполкома № 212 от 23.03.1971 года деревня Карелина была подчинены Карелинскому сельсовету.